# Tabela
Uma tabela é uma representação matricial, isto é, em linhas e colunas, tantas quantas a aplicação que se queira dar.
Existem tabelas unidimensionais que têm apenas colunas ou apenas linhas. Mas o mais comum é encontrar-se tabelas bidimensionais.
As tabelas são realmente a conjugação entre o pensamento abstracto e a nossa necessidade de visualização. Mas elas têm um ponto muito forte que é a capacidade de nos dar muita informação em pouco espaço.
Uma das tabelas mais conhecidas é a Tabela periódica que apresenta os elementos químicos.